# Kaiserinwitwe
Die Witwe eines Kaisers (chinesisch, vietnamesisch und japanisch 皇太后, Pinyin-Aussprache Huángtàihòu, japanisch romanisiert Kōtaigō, vietnamesisch romanisiert Hoàng Thái Hậu, koreanisch 황태후 / 皇太后, romanisiert Hwang Tae Hu) hatte im chinesischen Kulturkreis insofern eine besondere Stellung, als sie nach dem Tod eines Kaisers die einzige Person war, der der Nachfolger formellen Respekt und Ehrerbietung schuldete, insbesondere wenn er noch minderjährig war. Die Kaiserinwitwe herrschte über den Harem, auch eine eventuelle neue Kaiserin war ihr untergeordnet. Zu Lebzeiten eines Kaisers konnte es zur gleichen Zeit immer nur eine Kaiserin geben; mit dem Tod eines Kaisers wurden die verschiedenen Konkubinen meistens im Rang erhöht; insbesondere wurde während mancher Dynastien die leibliche Mutter des Thronfolgers mit dem Tod des Vorgängers zur Kaiserin und anschließend zur Kaiserinwitwe erhoben. Insofern gab es nicht selten zwei Kaiserinwitwen gleichzeitig: die ehemalige Kaiserin als nominelle Mutter aller Kinder des Kaisers und gegebenenfalls die leibliche Mutter des Nachfolgers. Formal herrschte auch ein minderjähriger Kaiser absolut; ob ihm ein Regentschaftsrat zur Seite stehen sollte, wie es zu Anfang der Qing-Dynastie die Regel war, oder eben die Kaiserinwitwe(n), versuchte möglichst sein Vorgänger zu verfügen. Am bekanntesten ist der Fall der Cixi: Der Kaiser Xianfeng setzte für seinen noch minderjährigen Sohn, den Tongzhi-Kaiser, einen achtköpfigen Regentschaftsrat ein, stattete aber die Kaiserin und die Mutter seines Sohnes mit je einem Siegel aus, mit denen alle Erlasse des neuen Kaisers zu beglaubigen waren. Mit dem Xinyou-Staatsstreich von 1861 gelang es der ehemaligen Kaiserin Ci’an und der leiblichen Mutter Tongzhis, Cixi, den Regentschaftsrat zu entmachten und als Kaiserinwitwen gemeinsam die Macht an sich zu reißen. Überlebte eine Kaiserinwitwe auch den Nachfolger, wurde sie wie z. B. die Qing-Kaiserin mit dem Witwennamen Zhaosheng zur Kaiseringroßwitwe (太皇太后, Pinyin Tàihuángtàihòu) erhoben.
Unter der Nördlichen Wei-Dynastie existierte zudem der Titel Amme-Kaiserinmutter (chinesisch 保太后, Pinyin Bǎo Tàihòu), welcher der Amme eines Kaisers verliehen wurde. Dieser Titel fußte auf einer Tradition der Xianbei, die der Mutter des Kronprinzen auferlegte, Selbstmord zu begehen. Die Kronprinzen der Nördlichen Wei-Dynastie wurden daher von Ammen aufgezogen und verliehen ihnen, sobald sie den Thron bestiegen hatten, den Titel der „Amme-Kaiserinmutter“. In späteren Zeiten erhielten die Ammen auch den eigentlichen Titel der „Kaiserinmutter“ und hatten oftmals ebenso viel Einfluss wie diese.
Für die Situation in Europa siehe Kaiserinmutter.

## Kaiserinwitwen in China

### Han-Dynastie
- Lü Zhi (241–180 v. Chr.), Kaiserliche Gemahlin von Gaozu (256–195 v. Chr., regierte 202–195 v. Chr.)
- Dou (Wen) († 135 v. Chr.)
- Wang Zhengjun (71–13 v. Chr.)
- Deng Sui (81–121 n. Chr.)
- Liang Na (116–150), Kaiserliche Gemahlin von Han Shundi (115–144, r. 125–144)
- He († 189), zweite Kaiserliche Gemahlin des Han-Kaisers Ling (156–189, r. 168–189)

### Jin-Dynastie
- Wang Yuanji (217–268), Gemahlin von Sima Zhao (211–265), Kaiserinwitwe für Jin Wudi (236–290)

### Nördliche Wei-Dynastie
- Kaiserinwitwe Feng († 490 im 49. Lebensjahr, also 441/42 geboren), Kaiserliche Gemahlin von Wen Cheng (440–465, r. 452–465), Kaiserinwitwe für Xian Wen (454–476) und Kaiseringroßwitwe Xiao Wen (467–499)
- Kaiserinwitwe Hu († 528), Konkubine von Kaiser Xuan Wu (483–515, r. 499–515), Kaiserinwitwe für Kaiser Xiao Ming (510–528)

### Frühere Song-Dynastie
- Kaiserin Xiaoyi (343–423), als Witwe Xiao Wenshou, Adoptivmutter des Gründers der Früheren Song-Dynastie Liu Wu (363–422, r. 420–422)

### Tang-Dynastie
- Kaiserinwitwe Wu, bekannt als Wu Zetian (625–705)
- Kaiserinwitwe Xiao († 847), Konkubine von Kaiser Tang Muzong (795–824), Mutter und Kaiserinwitwe von Kaiser Tang Wenzong (809–840) sowie Kaiserinwitwe für Tang Wuzong (um 810–846)
- Kaiserinwitwe He († 906), Gemahlin von Kaiser Zhaozong (867–904), Mutter und Kaiserinwitwe von Kaiser Tang Aidi (892–908), der von Zhu Wen 904/05 abgesetzt wurde

### Liao-Dynastie
- Kaiserinwitwe Xiao († 951?), Konkubine von Kaiser Yelü Bei (899–937), Kaiserinwitwe für Kaiser Liao Taizong (902–947) und Liao Shizong (919–951), wahrscheinlich mit diesem bei dem Staatsstreich von Liao Muzong ermordet
- Kaiserinwitwe Chengtian (953–1009), als Kaiserin Xiao Yanyan, Gemahlin von Kaiser Liao Jingzong (948–982), Kaiserinwitwe für Kaiser Shengzong (972–1031)
- Kaiserinwitwe Xiao Noujin (980–1057), Konkubine von Kaiser Shengzong, leibliche Mutter und Kaiserinwitwe von Kaiser Liao Xingzong (1016–1055) und Kaiseringroßwitwe für Kaiser Liao Daozong (1032–1101)

### Song-Dynastie
- Kaiserinwitwe Xie (1210–1283), Kaiserliche Gemahlin von Song Lizong (1205–1264), Kaiserinwitwe für Song Duzong (1240–1274) und Kaisergroßwitwe von Kaiser Song Gong
- Kaiserin Quan (1241–1309), Kaiserliche Gemahlin von Song Duzong und Kaiserinwitwe für Kaiser Song Gong (1271–um 1323), abgesetzt 1276.

### Yuan-Dynastie
- Kaiserin Gi (1315–1369?), eine der Kaiserlichen Gemahlinnen von Toghan Timur (1320–1370), überlebte diesen möglicherweise kurze Zeit.

### Qing-Dynastie
Die Angaben folgen der englischsprachigen Wikipedia, die auf einer Genealogie des kaiserlichen Aisin-Gioro-Klans basiert. Angegeben sind die Namen, die sie als Kaiserinwitwen hatten außer bei Xiaoduanwen, deren Witwenname anscheinend nicht überliefert ist.
- Kaiserinwitwe, posthum als Xiaoduanwen geehrt (1599–1649), Gemahlin (Hauptfrau) von Huang Taiji (1592–1643), dem Vater des ersten Qing-Kaisers Shunzhi
- Kaiserinwitwe Zhaosheng (1613–1688), Konkubine von Huang Taiji, leibliche Mutter von Shunzhi, auch Kaiseringroßwitwe des Kangxi
- Kaiserinwitwe Renxian (1641–1718), Kaiserin von Shunzhi
- Kaiserinwitwe Cihe (1638–1663), Konkubine von Shunzi, leibliche Mutter von Kangxi
- Kaiserinwitwe Chongqing (1692–1777), Konkubine von Yongzheng, leibliche Mutter von Qianlong
- Kaiserinwitwe Ci’an (1837–1881), Kaiserin von Xianfeng, Vater von Tongzhi
- Kaiserinwitwe Cixi (1835–1908), Konkubine von Xianfeng, leibliche Mutter von Tongzhi
- Kaiserinwitwe Longyu (1868–1913), Kaiserin von Zaitian, dem Guangxu-Kaiser, Regentin für Puyi

## Kaiserinwitwen in Japan
Am japanischen Kaiserhof wurde der Titel einer Kaiserinwitwe nicht zwangsläufig einer Gemahlin eines verstorbenen Tenno übertragen. Der Titel Kōtaigō (皇太后) konnte nur vom Nachfolger auf dem Chrysanthementhron gewährt werden. Die folgenden vormaligen Kaiserinnen erhielten diesen Titel:
- Kaiserin Yoshiko (1779–1846) als Witwe von Kaiser Kōkaku
- Kaiserin Eishō (1834–1898) als Witwe von Kaiser Kōmei
- Kaiserin Shōken (1849–1914) als Witwe von Kaiser Meiji
- Kaiserin Teimei (1884–1951) als Witwe von Kaiser Taishō
- Kaiserin Kōjun (1903–2000) als Witwe von Kaiser Hirohito

## Kaiserinwitwe in Korea
- Königin Hyojeong, Kaiserinwitwe Myeongheon (1831–1903), Frau und Witwe von Heonjong.